# Jürgen Zander (Sportfunktionär)
Jürgen Zander (* 26. Januar 1934 in Berlin; † 22. Dezember 2019 in Celle) war ein deutscher Sportfunktionär, Sporthistoriker und Schulleiter.
Der Basketballer Jürgen Zander absolvierte an der FU Berlin ein Germanistik- und Sportstudium, das er mit dem Staatsexamen abschloss. 1969 wechselte er in die Senatsverwaltung und wurde als Ministerialrat verantwortlich für die Sportförderung.  1976 folgte er Karl Adam für ein Jahr als Direktor der Ruderakademie Ratzeburg nach und wurde damit Cheftrainer für Rudern, ehe er in die Berliner Senatsverwaltung zurückkehrte. 1980 wechselte er nach Niedersachsen als Schulleiter des Hölty-Gymnasiums in Celle, was er bis zu seinem Ruhestand 1999 blieb. Ehrenamtlich war er parallel hierzu bis 1989 Vizepräsident Leistungssport des Landessportbundes Niedersachsen. 1990 folgte er Wilhelm Henze als Vorsitzender des Niedersächsischen Instituts für Sportgeschichte bis zum Jahr 2000. Von 2000 bis 2014 war er stellvertretender Vorsitzender des NISH (Vors. Arnd Krüger) und Mitglied des wissenschaftlichen Beirates.
Von 1951 an spielte der 2-Meter-Mann Zander beim Berliner SV 92 Basketball, wobei er 1968 in die deutsche Nationalmannschaft berufen wurde. Von 1970 bis 1977 war er Präsident des Berliner Basketball-Verbandes. 1974 wurde er in den Sportausschuss des Deutschen Basketball Bundes gewählt und als dessen Vorsitzender ehrenamtlich Vizepräsident für Leistungssport. 1991 stand er mit der Berliner Basketball-Oldies-Auswahl im Finale der Deutschen Seniorenmeisterschaften und wurde 1994 Deutscher Meister in der Ü60 und Teilnehmer an den Seniorenweltmeisterschaften.

## Ehrungen
- 2000: Bundesverdienstkreuz am Bande
- 2014: Dr.-Bernhard-Zimmermann-Medaille des Niedersächsischen Instituts für Sportgeschichte
- 2014: Aufnahme in die Ehrengalerie des niedersächsischen Sports des Niedersächsischen Instituts für Sportgeschichte[3]